# Coleophora sociella
Coleophora sociella é uma espécie de mariposa do gênero Coleophora pertencente à família Coleophoridae.